# Abralia trigonura
Abralia trigonura е вид главоного от семейство Enoploteuthidae.

## Разпространение
Видът е разпространен в САЩ (Хавайски острови).